# Michael Denzin
Michael Denzin (né le 22 avril 1944 à Ribnitz et mort le 11 juin 2017) est un homme politique allemand (FDP) et ancien membre du Landtag de Hesse.

## Éducation et profession
Diplômé du lycée en 1964, il étudie l'économie et le journalisme à l'Université Johannes Gutenberg de Mayence de 1964 à 1970.
De 1971 à 1974, Denzin est membre de la direction du Markenverband e. V., Wiesbaden, de 1974 à 1985, il occupe un poste de premier plan au ministère de l'Intérieur de Hesse.
Denzin est protestant, marié et père de trois enfants.

## Politique
Denzin est membre du FDP depuis 1971, de 1975 à 2004 président de district par intermittence, de 1980 à 1982 président de district, de 1975 à 1995 membre, depuis 1995 membre coopté du conseil d'État, depuis 1975 délégué au parti fédéral conférence.
De 1977 à 1985 et depuis 1993, il est membre du conseil de l'arrondissement de Rheingau-Taunus et président du groupe parlementaire de l'arrondissement. De 1977 à 1997 et à partir de 2006, il est membre de l'association d'aménagement du territoire, plus tard de l'assemblée d'aménagement du sud de la Hesse.
De 1985 à 1991, Denzin est le premier membre de l'arrondissement de Rheingau-Taunus.
Il est membre du Landtag de Hesse du 5 avril 1995 à 2008. Il se présente aux élections dans la circonscription de Rheingau-Taunus I, mais est toujours élu via la liste des États du FDP. Il est depuis le 1er juillet 1997 chef adjoint du groupe parlementaire FDP. Il est membre du Comité de l’économie et des transports, du Conseil consultatif des piscines et du Conseil consultatif des consommateurs du Ministère de l’économie, des transports et du développement régional de Hesse.
En novembre 2009, il reçoit chevalier de l'ordre du Mérite de la République fédérale d'Allemagne